# Wyższe szkolnictwo rolnicze (PRL)
Wyższe szkolnictwo rolnicze (PRL) – jednostka naukowo-dydaktyczna i wychowawcza powołana w celu kształcenia osób w naukach agronomicznych, w oparciu o najlepszą wiedzę teoretyczną i praktyczną. Absolwenci studiów w zakresie kształcenia rolniczego otrzymywali kwalifikacje do pełnienia funkcji w administracji państwowej, jednostkach gospodarki uspołecznionej, służbie rolnej, spółdzielczości rolniczej oraz w przemyśle rolno-spożywczym.

## Wyższe szkolnictwo rolnicze w II RP
W okresie międzywojennym Polska posiadała tylko jedną wyższą szkołę rolniczą. Była to Szkoła Główna Gospodarstwa Wiejskiego w Warszawie z trzema wydziałami: rolniczym, leśnym i ogrodniczym. W 1920 r. ukazała się ustawa o szkołach akademickich, w której wyróżniano następujące kategorie uczelni: uniwersytety, szkoły główne, politechniki i akademie. Według ustawy Szkoła Główna Gospodarstwa Wiejskiego miała charakter uczelni akademickiej.
Ponadto wydziały rolne występowały w następujących uniwersytetach:
- w Uniwersytecie Jagiellońskim – wydział rolny,
- w Uniwersytecie Stefana Batorego w Wilnie – wydział rolny,
- w Uniwersytecie Jana Kazimierza we Lwowie – wydział rolniczo-leśny,
- w Uniwersytecie Poznańskim – wydział rolno-leśny.

Lekarzy weterynarii kształciła Akademia Medycyny Weterynaryjnej we Lwowie, a ponadto wydział weterynaryjny istniał przy Uniwersytecie Warszawskim, Łącznie na wszystkich wymienionych wydziałach w 1937/38 r. studiowało 3257 osób.
W 1922 r. powstała Wyższa Szkoła Gospodarstwa Wiejskiego w Cieszynie, która formalnie miała charakter placówki policealnej (półwyższej), ponieważ w zasadzie realizowano program nauczania akademickiego.

## Powstawanie wyższych szkół rolniczych w PRL
Po 6 latach przerwy w funkcjonowania uczelni na podstawie dekretu z 1945 r. o utworzeniu wstępnego roku studiów w szkołach wyższych, w całym kraju utworzono na okres przejściowy wstępny rok studiów. Zadaniem wstępnego roku studiów było przygotowanie studentów do dalszych studiów na danym wydziale. Dopiero po ukazania się dekretu z 1947 r. o organizacji nauki i szkolnictwa wyższego, należy uważać ten rok za początek funkcjonowania szkolnictwa wyższego na nowych zasadach.
Pierwsze lata powojenne charakteryzują się stosunkowo szybkim rozwojem wyższego szkolnictwa rolniczego. W Szkole Głównej Gospodarstwa Wiejskiego w Warszawie została powołana przy wydziale rolniczym – sekcja melioracyjno-rolna, przy wydziale leśnym – oddział technologii drewna, przy wydziale ogrodniczym – studium gospodarstwa domowego oraz międzywydziałowe studium pedagogiczne.
Na podstawie zarządzenia Ministra Oświaty z 1945 r. powołana Wyższą Szkołę Gospodarstwa Wiejskiego w Łodzi z wydziałami: rolniczym, ogrodniczym, przemysłu rolnego i agronomii społecznej. Natomiast w Cieszynie uruchomiono Wyższą Szkołą Gospodarstwa Wiejskiego z dwoma wydziałami: rolniczym i mleczarsko-serowarskim. Na Uniwersytecie im. M. Curie-Skłodowskiej w Lublinie uruchomiono wydziały: rolniczy i weterynaryjny. W nowo założonym Uniwersytecie Wrocławskim powstał wydział rolniczy.

### Wyższa Szkoła Rolnicza w Olsztynie
Na podstawie rozporządzenie Rady Ministrów z 1950 r. w sprawie zwinięcia Wyższej Szkoły Gospodarstwa Wiejskiego w Cieszynie i Wyższej Szkoły Gospodarstwa Wiejskiego w Łodzi oraz założenia Wyższej Szkoły Rolnictwa w Olsztynie ustanowiono nową uczelnię. Powołanie uczelni w Olsztynie pozostało w związku z dekretem z 1947 r. o organizacji nauki i szkolnictwa wyższego.
Uczelnia przejęła 30-letnią tradycję szkoły cieszyńskiej i pięcioletni dorobek szkoły łódzkiej i dlatego od razu, mimo trudnych warunków lokalowych, mogła postawić na odpowiednim poziomie pracę dydaktyczno-wychowawczą i naukową. W Olsztynie utworzone zostały wydziały: rolniczy, mleczarski, zootechniczny i rybacki.

## Wyższe szkoły rolnicze wg ustawy z 1951 r.
Na podstawie ustawa z 1951 r. o szkolnictwie wyższym i o pracownikach nauki rozpoczęto wyodrębniać z uniwersytetów nowe uczelnie w postaci wyższych szkół rolniczych.
Celem szkół wyższych było:
- przygotowywanie kandydatów na pracowników o najwyższym poziomie kwalifikacji zawodowych, zdolnych przy wykonywaniu swojego zawodu do samodzielnego rozwiązywania zagadnień na podstawach naukowych,
- kształcenie pracowników nauki i przygotowanie ich do pracy badawczej i dydaktycznej,
- organizowanie i prowadzenie badań naukowych oraz udział w stosowaniu wyników badań w praktyce,
- udział w upowszechnianiu osiągnięć nauki i postępu technicznego oraz w szerzeniu naukowego poglądu na świat.

Pojawienie się ustawy – w przypadku szkół rolniczych – pozostawało w związku z zapoczątkowana w 1949 r. nowa polityką rolną, która zmierzała do uspołecznię rolnictwa, poprzez tworzenia sektora państwowego w rolnictwie i kolektywizacji wsi, co według decydentów miało spowodować duże zapotrzebowanie na nowe kadry fachowe z wykształceniem wyższym. W celu zaspokojenia potrzeb zaczęto tworzyć wyższe szkoły rolniczego na ogół na bazie istniejących wydziałów rolnych przy uniwersytetach.

### Wyższa Szkoła Rolnicza w Poznaniu i we Wrocławiu
Na podstawie rozporządzenia Rady Ministrów z 1951 r. w sprawie utworzenia Wyższych Szkół Rolniczych w Poznaniu i we Wrocławiu oraz zmian organizacyjnych na Uniwersytetach Poznańskim i Wrocławskim utworzono dwie uczelnie. Wyższa Szkoła Rolnicza w Poznaniu powstała w wyniku przeniesienia z Uniwersytetu Poznańskiego wydziału leśnego, wydziału rolnego wraz ze studium ogrodniczym oraz połączonymi z nimi zakładami naukowymi.
Wyższa Szkoła Rolnicza we Wrocławiu powstała w wyniku przeniesienia z Uniwersytetu Wrocławskiego wydziału rolnictwa z oddziałem ogrodniczym i oddziałem melioracji oraz wydział medycyny weterynaryjny wraz z katedrami i połączonymi z nimi zakładami naukowymi.

### Wyższa Szkoła Rolnicza w Krakowie
Na podstawie uchwały Rady Ministrów z 1953 r. w sprawie utworzenia Wyższej Szkoły Rolniczej w Krakowie ustanowiono uczelnię.

### Wyższa Szkoła Rolnicza w Szczecinie
Na podstawie uchwały Rady Ministrów z 1954 r. w sprawie utworzenia Wyższej Szkoły Rolniczej w Szczecinie zorganizowano uczelnię. Uczelnia z powodu braku kadry naukowej posiadała tylko wydział rolniczy.

### Wyższa Szkoła Rolnicza w Lublinie
Na podstawie uchwały Rady Ministrów z 1955 r. w sprawie utworzenia Wyższej Szkoły Rolniczej w Lublinie ustanowiono uczelnię. Pracownikami WSR w Lublinie zostali pracownicy wydziałów: rolnego, zootechnicznego oraz weterynaryjnego oraz pracownicy aparatu administracyjnego z Uniwersytetu im. M. Curie-Skłodowskiej w Lublinie.

## Tworzenie akademii rolniczych
Na podstawie rozporządzenie Rady Ministrów z 1972 r. w sprawie zmiany nazwy wyższych szkół rolniczych, które pozostawało w ścisłym związku ustawą z 1969 r. o szkolnictwie wyższym zarządzono zmiany nazwy następujących szkół wyższych:
- Szkoły Głównej Gospodarstwa Wiejskiego – na Akademię Rolniczą w Warszawie,
- Wyższej Szkoły Rolniczej w Krakowie – na Akademię Rolniczą w Krakowie,
- Wyższej Szkoły Rolniczej w Lublinie – na Akademię Rolniczą w Lublinie,
- Wyższej Szkoły Rolniczej w Olsztynie – na Akademię Rolniczo-Techniczną w Olsztynie,
- Wyższej Szkoły Rolniczej w Poznaniu – na Akademię Rolniczą w Poznaniu,
- Wyższej Szkoły Rolniczej w Szczecinie – na Akademię Rolniczą w Szczecinie,
- Wyższej Szkoły Rolniczej we Wrocławiu – na Akademię Rolniczą we Wrocławiu.

## Akademia Techniczno-Rolnicza w Bydgoszczy
Na podstawie rozporządzenie Rady Ministrów z 1974 r. w sprawie przekształcenia Wyższej Szkoły Inżynierskiej im. Jana i Jędrzeja Śniadeckich w Bydgoszczy w Akademię Techniczno-Rolniczą im. Jana i Jędrzeja Śniadeckich w Bydgoszczy utworzono uczelnię. Do Akademii włączono Filię Akademii Rolniczej w Poznaniu. Utworzenie Akademii pozostawało w ścisłym związku z ustawą z 1958 r. o szkolnictwie wyższym.

## Akademia Rolniczo-Pedagogiczna w Siedlcach
Na podstawie rozporządzenie Rady Ministrów z 1977 r. w sprawie przekształcenia Wyższej Szkoły Pedagogicznej w Siedlcach w Wyższą Szkołę Rolniczo-Pedagogiczną w Siedlcach ustanowiono uczelnię. Utworzenie Akademii pozostawało w ścisłym związku z ustawą z 1958 r. o szkolnictwie wyższym.

## Zmiana nazwy Szkoły Głównej Gospodarstwa Wiejskiego
Na podstawie rozporządzenie Rady Ministrów z 1975 r. w sprawie zmiany nazwy Akademii Rolniczej w Warszawie dokonano zmiany nazwy Akademia Rolnicza na Szkoła Główna Gospodarstwa Wiejskiego.